# Гвасаве (Гвасаве, Синалоа)
Гвасаве (шп. Guasave) насеље је у Мексику у савезној држави Синалоа у општини Гвасаве. Насеље се налази на надморској висини од 20 м.

## Становништво
Према подацима из 2010. године у насељу је живело 71196 становника.

### Хронологија
| Година       | 2000                  | 2005                  | 2010                  |
| ------------ | --------------------- | --------------------- | --------------------- |
| Становништво | 62801 (30328 / 32473) | 66793 (32236 / 34557) | 71196 (34199 / 36997) |

### Попис
| \| \| м \| \| \| ж \| \| 0—2 \| 1.808 \| \| \| 1.778 \| \| 3—5 \| 1.918 \| \| \| 1.859 \| \| 6—11 \| 3.812 \| \| \| 3.907 \| \| 12—14 \| 2.029 \| \| \| 2.070 \| \| 15—17 \| 2.138 \| \| \| 2.159 \| \| 18—24 \| 4.615 \| \| \| 4.684 \| \| 60+ \| 2.823 \| \| \| 3.523 \| \| Просек : \| 29,3 \| \| \| 30,5 \| |       |  |  |       |
| |       |  |  |       |
| | м     |  |  | ж     |
| 0—2 | 1.808 |  |  | 1.778 |
| 3—5 | 1.918 |  |  | 1.859 |
| 6—11 | 3.812 |  |  | 3.907 |
| 12—14 | 2.029 |  |  | 2.070 |
| 15—17 | 2.138 |  |  | 2.159 |
| 18—24 | 4.615 |  |  | 4.684 |
| 60+ | 2.823 |  |  | 3.523 |
| Просек : | 29,3  |  |  | 30,5  |

| #   | Индикатор                                                                                        | Вредност |
| --- | ------------------------------------------------------------------------------------------------ | -------- |
| 1   | Становништво од 0 до 2 године                                                                    | 3586     |
| 2   | Мушко становништво од 0 до 2 године                                                              | 1808     |
| 3   | Женско становништво од 0 до 2 године                                                             | 1778     |
| 4   | Становништво са 3 и више година                                                                  | 67437    |
| 5   | Мушко становништво са 3 и више година                                                            | 32305    |
| 6   | Женско становништво са 3 и више година                                                           | 35132    |
| 7   | Становништво са 5 и више година                                                                  | 64900    |
| 8   | Мушко становништво са 5 и више година                                                            | 31011    |
| 9   | Женско становништво са 5 и више година                                                           | 33889    |
| 10  | Становништво са 12 и више година                                                                 | 55941    |
| 11  | Мушко становништво са 12 и више година                                                           | 26575    |
| 12  | Женско становништво са 12 и више година                                                          | 29366    |
| 13  | Становништво са 15 и више година                                                                 | 51842    |
| 14  | Мушко становништво са 15 и више година                                                           | 24546    |
| 15  | Женско становништво са 15 и више година                                                          | 27296    |
| 16  | Становништво са 18 и више година                                                                 | 47545    |
| 17  | Мушко становништво са 18 и више година                                                           | 22408    |
| 18  | Женско становништво са 18 и више година                                                          | 25137    |
| 19  | Становништво од 3 до 5 година                                                                    | 3777     |
| 20  | Мушко становништво од 3 до 5 година                                                              | 1918     |
| 21  | Женско становништво од 3 до 5 година                                                             | 1859     |
| 22  | Становништво од 6 до 11 година                                                                   | 7719     |
| 23  | Мушко становништво од 6 до 11 година                                                             | 3812     |
| 24  | Женско становништво од 6 до 11 година                                                            | 3907     |
| 25  | Становништво од 8 до 14 година                                                                   | 9332     |
| 26  | Мушко становништво од 8 до 14 година                                                             | 4619     |
| 27  | Женско становништво од 8 до 14 година                                                            | 4713     |
| 28  | Становништво од 12 до 14 година                                                                  | 4099     |
| 29  | Мушко становништво од 12 до 14 година                                                            | 2029     |
| 30  | Женско становништво од 12 до 14 година                                                           | 2070     |
| 31  | Становништво од 15 до 17 година                                                                  | 4297     |
| 32  | Мушко становништво од 15 до 17 година                                                            | 2138     |
| 33  | Женско становништво од 15 до 17 година                                                           | 2159     |
| 34  | Становништво од 18 до 24 године                                                                  | 9299     |
| 35  | Мушко становништво од 18 до 24 године                                                            | 4615     |
| 36  | Женско становништво од 18 до 24 године                                                           | 4684     |
| 37  | Женско становништво од 15 до 49 година                                                           | 20222    |
| 38  | Становништво са 60 и више година                                                                 | 6346     |
| 39  | Мушко становништво са 60 и више година                                                           | 2823     |
| 40  | Женско становништво са 60 и више година                                                          | 3523     |
| 41  | Однос између мушкараца и жена                                                                    | 92.44    |
| 42  | Становништво од нуле до 14 година                                                                | 19181    |
| 43  | Становништво од 15 до 64 године                                                                  | 47669    |
| 44  | Становништво од 65 година и више                                                                 | 4173     |
| 45  | Просечан број деце                                                                               | 2.18     |
| 46  | Становништво рођено у ентитету                                                                   | 65455    |
| 47  | Мушко становништво рођено у ентитету                                                             | 31360    |
| 48  | Женско становништво рођено у ентитету                                                            | 34095    |
| 49  | Становништво рођено у другом ентитету                                                            | 5003     |
| 50  | Мушко становништво рођено у другом ентитету                                                      | 2477     |
| 51  | Женско становништво рођено у другом ентитету                                                     | 2526     |
| 52  | Становништво од 5 година и више резидентно у ентитету у јуну 2005. године                        | 62089    |
| 53  | Мушко становништво старосног доба од 5 година и више, резидентно у ентитету у јуну 2005. године  | 29543    |
| 54  | Женско становништво старосног доба од 5 и више година, резидентно у ентитету у јуну 2005. године | 32546    |
| 55  | Становништво од 5 година и више које је живело у другом ентитету у јуну 2005. године             | 2031     |
| 56  | Мушко становништво старије од 5 година које је живело у другом ентитету у јуну 2005. године      | 1015     |
| 57  | Женско становништво старије од 5 година које је живело у другом ентитету у јуну 2005. године     | 1016     |
| 58  | Становништво од 3 године и више које говори аутохтони језик                                      | 175      |
| 59  | Мушко становништво старо 3 године и више које говори аутохтони језик                             | 106      |
| 60  | Женско становништво старо 3 године и више које говори аутохтони језик                            | 69       |
| 61  | Становништво од 3 године и више које говори аутохтони језик и не говори шпански језик            | 0        |
| 62  | Мушко становништво старо 3 године и више које говори аутохтони језик и не говори шпански         | 0        |
| 63  | Женско становништво старо 3 године и више које говори аутохтони језик и не говори шпански језик  | 0        |
| 64  | Становништво старо 3 године и више које говори аутохтони језик и шпански                         | 73       |
| 65  | Мушко становништво старо 3 године и више које говори аутохтони језик и шпански                   | 50       |
| 66  | Женско становништво старо 3 године и више које говори аутохтони језик и шпански                  | 23       |
| 67  | Становништво од 5 година и више које говори аутохтони језик                                      | 172      |
| 68  | Становништво од 5 година и више које говори аутохтони језик и не говори шпански језик            | 0        |
| 69  | Становништво од 5 година и више које говори аутохтони језик и говори шпански језик               | 73       |
| 70  | Становништво у домородачким домаћинствима                                                        | 463      |
| 71  | Становништво са ограничењима у активностима                                                      | 2540     |
| 72  | Становништво са ограниченим ходањем или кретањем, горе или доле                                  | 1559     |
| 73  | Становници са ограничењима вида, чак и уз кориштење сочива                                       | 556      |
| 74  | Становништво са ограничењима говора, комуникације или конверзације                               | 224      |
| 75  | Становништво са ограниченим слухом                                                               | 202      |
| 76  | Становништво са ограничењима при одевању, купању или јелу                                        | 109      |
| 77  | Становништво са ограничењима у опажању или учењу једноставних ствари                             | 102      |
| 78  | Становништво са менталним ограничењима                                                           | 311      |
| 79  | Становништво без ограничења активности                                                           | 68089    |
| 80  | Становништво од 3 до 5 година које не похађа школу                                               | 1630     |
| 81  | Мушко становништво од 3 до 5 година које не похађа школу                                         | 803      |
| 82  | Женско становништво од 3 до 5 година које не похађа школу                                        | 827      |
| 83  | Становништво од 6 до 11 година које не похађа школу                                              | 87       |
| 84  | Мушко становништво од 6 до 11 година које не похађа школу                                        | 48       |
| 85  | Женско становништво од 6 до 11 година које не похађа школу                                       | 39       |
| 86  | Становништво од 12 до 14 година које не похађа школу                                             | 136      |
| 87  | Мушко становништво од 12 до 14 година које не похађа школу                                       | 81       |
| 88  | Женско становништво од 12 до 14 година које не похађа школу                                      | 55       |
| 89  | Становништво од 15 до 17 година похађа школу                                                     | 3749     |
| 90  | Мушко становништво од 15 до 17 година похађа школу                                               | 1849     |
| 91  | Женско становништво између 15 и 17 година живота у школи                                         | 1900     |
| 92  | Становништво од 18 до 24 године похађа школу                                                     | 4292     |
| 93  | Мушко становништво од 18 до 24 године похађа школу                                               | 2250     |
| 94  | Женско становништво од 18 до 24 године похађа школу                                              | 2042     |
| 95  | Становништво од 8 до 14 година које не може да чита и пише                                       | 77       |
| 96  | Мушко становништво старосног доба од 8 до 14 година које не може да чита и пише                  | 48       |
| 97  | Женско становништво старосног доби од 8 до 14 година које не може да чита и пише                 | 29       |
| 98  | Становништво од 15 година и више које је неписмено                                               | 1145     |
| 99  | Мушко становништво од 15 година и више које је неписмено                                         | 510      |
| 100 | Женско становништво од 15 година и више које је неписмено                                        | 635      |
| 101 | Становништво старо 15 и више година без школовања                                                | 1382     |
| 102 | Мушко становништво старо 15 и више година без школовања                                          | 650      |
| 103 | Женско становништво старо 15 и више година без школовања                                         | 732      |
| 104 | Становништво старосног доба 15 и више година са непотпуним основним образовањем                  | 4066     |
| 105 | Мушко становништво старосног доба од 15 година и више са непотпуном основним образовањем         | 1815     |
| 106 | Женско становништво старосног доба 15 и више година са непотпуном основним образовањем           | 2251     |
| 107 | Становништво старо 15 и више година са комплетним основним образовањем                           | 5094     |
| 108 | Мушко становништво старо 15 година и више са комплетним основним образовањем                     | 2185     |
| 109 | Женско становништво старо 15 и више година са комплетним основним образовањем                    | 2909     |
| 110 | Становништво старосног доба 15 и више година са непотпуним средњим образовањем                   | 2459     |
| 111 | Мушко становништво старосног доба од 15 година и више са непотпуним средњим образовањем          | 1342     |
| 112 | Женско становништво старосног доба од 15 година и више са непотпуним средњим образовањем         | 1117     |
| 113 | Становништво старо 15 и више година са пуним секундарном образовањем                             | 7641     |
| 114 | Мушко становништво старосног доба од 15 година и више са пуним секундарном образовањем           | 3677     |
| 115 | Женско становништво старосног доба од 15 година и више са пуним секундарном образовањем          | 3964     |
| 116 | Становништво старије од 18 година са постосновним образовањем                                    | 28531    |
| 117 | Мушко становништво старије од 18 година са постосновним образовањем                              | 13835    |
| 118 | Женско становништво старије од 18 година са постосновним образовањем                             | 14696    |
| 119 | Просечна оцена школовања                                                                         | 10.8     |
| 120 | Просечан ниво образовања мушке популације                                                        | 10.99    |
| 121 | Просечан ниво образовања женског становништва                                                    | 10.63    |
| 122 | Економски активно становништво                                                                   | 29845    |
| 123 | Економски активна мушка популација                                                               | 18616    |
| 124 | Економски активна женска популација                                                              | 11229    |
| 125 | Становништво које није економски активно                                                         | 25888    |
| 126 | Мушко становништво које није економски активно                                                   | 7849     |
| 127 | Женско становништво које није економски активно                                                  | 18039    |
| 128 | Запослено становништво                                                                           | 28854    |
| 129 | Запослено мушко становништво                                                                     | 17874    |
| 130 | Запослено женско становништво                                                                    | 10980    |
| 131 | Незапослена популација                                                                           | 991      |
| 132 | Незапослена мушка популација                                                                     | 742      |
| 133 | Незапослена женска популација                                                                    | 249      |
| 134 | Становништво без права на здравствене услуге                                                     | 18350    |
| 135 | Становништво које има право на здравствене услуге                                                | 52503    |
| 136 | Становништво које има право на ИМСС                                                              | 38921    |
| 137 | Становништво које има право на социјално осигурање                                               | 7826     |
| 138 | Становништво које има право на државно социјално осигурање                                       | 140      |
| 139 | Становништво које има право на опште осигурање или здравствено осигурање за нову генерацију      | 6405     |
| 140 | Становништво које је било једном или није било у браку током 12 година и више                    | 19248    |
| 141 | Венчано или уједињено становништво од 12 година и више                                           | 30868    |
| 142 | Становништво које је било у браку или уједињено 12 година и више                                 | 5755     |
| 143 | Становништво са католичком религијом                                                             | 62215    |
| 144 | Протестанти, еванђелисти и библијски следбеници различити од еванђелиста                         | 5213     |
| 145 | Становништво са другим религијама различитим од претходних                                       | 15       |
| 146 | Становништво без религије                                                                        | 3215     |
| 147 | Укупно пописаних домаћинства                                                                     | 18409    |
| 148 | Пописна домаћинства на челу са мушкарцима                                                        | 13615    |
| 149 | Пописна домаћинства на челу са женама                                                            | 4794     |
| 150 | Становништво у пописним домаћинствима                                                            | 70723    |
| 151 | Становништво у пописним домаћинствима на челу са мушкарцима                                      | 54690    |
| 152 | Становништво у пописним домаћинствима на челу са женама                                          | 16033    |
| 153 | Укупно домаћинстава                                                                              | 20904    |
| 154 | Укупно насељених домаћинстава                                                                    | 18468    |
| 155 | Укупно приватних кућа                                                                            | 20845    |
| 156 | Насељени приватни домови                                                                         | 18409    |
| 157 | Укупно насељених приватних кућа                                                                  | 18463    |
| 158 | Ненасељене приватне куће                                                                         | 1980     |
| 159 | Појединачна домаћинства за привремену употребу                                                   | 456      |
| 160 | Становници у насељеним приватним кућама                                                          | 70723    |
| 161 | Насељеност станара у приватним становима                                                         | 3.84     |
| 162 | Просечно становника по соби у приватним насељеним домаћинствима                                  | 0.93     |
| 163 | Појединачна домаћинства са подовима од различитих материјала од земље                            | 17917    |
| 164 | Појединачна домаћинства у приземљу                                                               | 316      |
| 165 | Појединачна домаћинства са једном спаваћом собом                                                 | 5622     |
| 166 | Појединачна домаћинства са две спаваће собе и више                                               | 12715    |
| 167 | Појединачна домаћинства са једним собом                                                          | 440      |
| 168 | Појединачна домаћинства са две собе                                                              | 2104     |
| 169 | Појединачна домаћинства са 3 собе и више                                                         | 15762    |
| 170 | Појединачна домаћинства која имају електрично светло                                             | 18313    |
| 171 | Појединачна домаћинства која немају електрично светло                                            | 39       |
| 172 | Појединачна домаћинства која имају водоводну воду у стамбеном простору                           | 17731    |
| 173 | Појединачна домаћинства која немају водоводну воду у стамбеном простору                          | 572      |
| 174 | Појединачна домаћинства која имају тоалет                                                        | 18136    |
| 175 | Појединачна домаћинства која имају канализацију                                                  | 18096    |
| 176 | Појединачна домаћинства која немају канализацију                                                 | 197      |
| 177 | Појединачна домаћинства која имају електрично светло, довод воде из јавне мреже и канализацију   | 17577    |
| 178 | Појединачна домаћинства без икаквих услова                                                       | 49       |
| 179 | Појединачна домаћинства која имају радио                                                         | 13499    |
| 180 | Појединачна домаћинства која имају телевизор                                                     | 17863    |
| 181 | Појединачна домаћинства која имају фрижидер                                                      | 17844    |
| 182 | Појединачна домаћинства која имају машину за веш                                                 | 14880    |
| 183 | Појединачна домаћинства која имају аутомобил или комби                                           | 13039    |
| 184 | Појединачна домаћинства која имају рачунар                                                       | 7939     |
| 185 | Појединачна домаћинства која имају фиксну телефонску линију                                      | 9521     |
| 186 | Појединачна домаћинства која имају мобилни телефон                                               | 15316    |
| 187 | Појединачна домаћинства која имају приступ интернету                                             | 6469     |
| 188 | Величина локације                                                                                | 10       |